# Kató Kijomi (birkózó)
Kató Kijomi (加藤 喜代美; Hepburn: Katō Kiyomi; 1948. március 8. –) olimpiai bajnok japán birkózó. Az 1972. évi nyári olimpiai játékokon légsúlyban aranyérmes volt. Az 1970. évi Ázsia-játékokon ezüstérmes, az 1971. évi birkózó-világbajnokságon hatodik helyezett volt.

## Pályafutása

### Olimpiai szereplése
| 1. forduló                          | 2. forduló                       | 3. forduló                         | 4. forduló                    | 5. forduló               | 6. forduló                      | 7. forduló        | Döntő | Helyezés |
| Ellenfél Eredmény                   | Ellenfél Eredmény                | Ellenfél Eredmény                  | Ellenfél Eredmény             | Ellenfél Eredmény        | Ellenfél Eredmény               | Ellenfél Eredmény | Ellenfél Eredmény                                                                                          | Helyezés |
| ----------------------------------- | -------------------------------- | ---------------------------------- | ----------------------------- | ------------------------ | ------------------------------- | ----------------- | --- | -------- |
| Mohammad Ghorbani (IRI) · kétvállas | Mohammad Arref (AFG) · kétvállas | Andrzej Kudelski (POL) · kétvállas | Gordon Bertie (CAN) · 0.5-3.5 | Sudesh Kumar (IND) · 1-3 | Petre Ciarnău (ROU) · kétvállas |                   | 2. mérkőzés · Kim Gvanghjong (Gim Gwanghyeong) (PRK) · 1-3 · 3. mérkőzés · Arszen Alahvergyiev (URS) · 1-3 |          |